# Parti libéral-démocrate d'Allemagne
Ne doit pas être confondu avec Parti libéral-démocrate (Allemagne).
Le Parti libéral-démocrate d'Allemagne (Liberal-Demokratische Partei Deutschlands, LDPD) est un ancien parti politique est-allemand.

## Histoire
Le LDPD est fondé en 1945 sous la forme d'une reconstitution de l'ancien Parti démocrate allemand par d'anciens adhérents de ce mouvement menés par Waldemar Koch. Il prend alors le nom de Liberal-Demokratische Partei (LDP). Dans la zone ouest, le parti donnera naissance, en 1948, à l'actuel Parti libéral-démocrate sous l'égide de Theodor Heuss. En zone est, en revanche, le LDP devient, à partir de 1949, l'un des partis constitutifs du Bloc national (puis Front national), coalition regroupant tous les partis autorisés en RDA et dirigée par le SED communiste, visant à instituer le multipartisme dans le cadre des démocraties populaires.
Comme les autres partis alliés au SED au sein du Bloc national, le LDP (qui devient le LDPD en 1951 afin de se conformer à la propagande pan-allemande de la RDA) bénéficie de 52 sièges bloqués à la Chambre du peuple dont les membres sont élus sur une liste unique dominée par les communistes et leurs organisations satellites. Il publie également son propre quotidien, Der Morgen.
Après la chute du Mur de Berlin et la réunification allemande, le LDPD reprend son nom de LDP lors d'un congrès extraordinaire en février 1990 et constitue la Fédération des démocrates libres aux côtés du Parti allemand du forum, du Parti national-démocrate et du Parti démocratique libre. La Fédération des démocrates libres rejoint ensuite le FDP en août 1990.

## Présidents
| Photo | Nom                           | Début du mandat | Fin du mandat |
| ----- | ----------------------------- | --------------- | ------------- |
|       | Waldemar Koch (1880–1963)     | 1945            | 1945          |
|       | Wilhelm Külz (1875–1948)      | 1945            | 1948          |
|       | Arthur Lieutenant (1884-1968) | 1948            | 1948          |
|       | Karl Hamann (1903-1973)       | 1948            | 1952          |
|       | Hermann Kastner (1886-1957)   | 1949            | 1950          |
|       | Hans Loch (1898-1960)         | 1951            | 1960          |
|       | Max Suhrbier (1902-1971)      | 1960            | 1967          |
|       | Manfred Gerlach (1928-2011)   | 1967            | 1990          |
|       | Rainer Ortleb (1944-)         | 1990            | 1990          |

## Résultats

### Élections à la Volkskammer
| Élection | Voix                                           | %                            | Sièges   | +/–    |
| -------- | ---------------------------------------------- | ---------------------------- | -------- | ------ |
| 1949     | au sein du Bloc démocratique                   | au sein du Bloc démocratique | 45 / 330 | –      |
| 1950     | au sein du Front national                      | au sein du Front national    | 60 / 400 | 15     |
| 1954     | au sein du Front national                      | au sein du Front national    | 45 / 466 | 15     |
| 1958     | au sein du Front national                      | au sein du Front national    | 45 / 466 | Stable |
| 1963     | au sein du Front national                      | au sein du Front national    | 45 / 434 | Stable |
| 1967     | au sein du Front national                      | au sein du Front national    | 45 / 434 | Stable |
| 1971     | au sein du Front national                      | au sein du Front national    | 45 / 434 | Stable |
| 1976     | au sein du Front national                      | au sein du Front national    | 45 / 434 | Stable |
| 1981     | au sein du Front national                      | au sein du Front national    | 52 / 500 | 7      |
| 1986     | au sein du Front national                      | au sein du Front national    | 52 / 500 | Stable |
| 1990     | au sein de la Fédération des démocrates libres | 5.3%                         | 10 / 400 | 42     |